# 拉戈阿-杜斯加图斯
拉戈阿-杜斯加图斯是巴西伯南布哥州的一个市镇。总面积189.22平方公里，总人口16278人，人口密度86人/平方公里。